# (9984) Gregbryant
(9984) Gregbryant (1996 HT) – planetoida z pasa głównego asteroid okrążająca Słońce w ciągu 3,93 lat w średniej odległości 2,49 j.a. Odkryta 18 kwietnia 1996 roku.